# بلدة برايريفيل (ميشيغان)
برايريفيل (بالإنجليزية: Prairieville Township, Michigan)‏ هي بلدة تقع بولاية ميشيغان في الولايات المتحدة. تبلغ مساحتها 94.5 (كم²)، وترتفع عن سطح البحر 278 م، بلغ عدد سكانها 3404 نسمة في عام تعداد الولايات المتحدة 2010 حسب إحصاء مكتب تعداد الولايات المتحدة وتصل الكثافة السكانية فيها 40.1 نسمة/كم2.

## وصلات خارجية
- www.prairievilletwp-mi.org
- The US50 - Cities and Towns in Michigan State
- Michigan Cities and Towns, Facts, Map, Flag, Colleges, Government, and More